# 面出明美
面出 明美（おもで あけみ、1968年3月6日 - ）は、日本の脚本家。広島県出身。広島県立音戸高等学校、代々木アニメーション学院卒。

## 概要・来歴
エイケンで『サザエさん』の文芸と脚本を務めたのちフリーとなる。師匠筋にあたる脚本家には鳥海尽三、首藤剛志、星山博之の3人がいるが、このうち明確に弟子入り、という形で脚本を学んだ相手は鳥海のみである。
代表作は『今日からマ王!』や『吟遊黙示録マイネリーベ』など、主に女性向け作品などを中心に活躍している。彼女のシリーズ構成作品で最長のものは、現在の所は『今日からマ王!』。また、この作品の原作者喬林知とは、お互いもめることもなく執筆できたという作品（通常は色々ともめることが多い）であり、監督である西村純二を言いくるめたりしたこともあるという。
また『新機動戦記ガンダムW』や『機動戦士ガンダムSEED』など、女性向けの傾向が強い「ガンダムシリーズ」においては、彼女の貢献が非常に大きいという証言は多い（ただし『機動戦士ガンダムSEED』では、シリーズ構成の両澤千晶との衝突により最初の1クールのみで降板している）。
『ポケットモンスター』シリーズには、歴代唯一の女性脚本家であった松井亜弥に続いて『BW編』から参加し、『XY編』ではヒロインのセレナがメインの回を多く担当した。

## 参加作品

### テレビアニメ
- 1989年 ミスター味っ子
- 1990年-1993年 サザエさん
- 1991年 魔法のプリンセス ミンキーモモ（第2作）（構成補）
- 1992年 横山光輝 三国志
- 1994年 覇王大系リューナイト
- 1994年 超くせになりそう
- 1995年 新機動戦記ガンダムW
- 1995年 ナースエンジェルりりかSOS
- 1996年 バケツでごはん
- 1996年 逮捕しちゃうぞ
- 1997年 EAT-MAN
- 1998年 るろうに剣心 -明治剣客浪漫譚-
- 1998年 ブレンパワード
- 1998年 ポポロクロイス物語
- 1999年 アークザラッド（シリーズ構成）
- 2000年 ワイルドアームズ トワイライトヴェノム
- 2000年 人造人間キカイダー THE ANIMATION（シリーズ構成）
- 2000年 グラビテーション
- 2001年 逮捕しちゃうぞ SECOND SEASON
- 2001年 砂漠の海賊!キャプテンクッパ
- 2002年 .hack//SIGN
- 2002年 七人のナナ
- 2002年 遊☆戯☆王デュエルモンスターズ（シリーズ構成、第185話 - 第198話）
- 2002年 ぴたテン（シリーズ構成）※小林靖子との共同で担当
- 2002年 GetBackers-奪還屋-（シリーズ構成）
- 2002年 機動戦士ガンダムSEED
- 2004年 今日からマ王! 第1シリーズ（シリーズ構成）
- 2004年 鉄人28号
- 2004年 吟遊黙示録マイネリーベ（シリーズ構成）[1]
- 2004年 遊☆戯☆王デュエルモンスターズGX
- 2005年 今日からマ王! 第2シリーズ（シリーズ構成）
- 2006年 遊☆戯☆王デュエルモンスターズALEX（シリーズ構成）※日本未公開
- 2006年 吟遊黙示録マイネリーベwieder（シリーズ構成）
- 2006年 プリンセス・プリンセス（シリーズ構成）
- 2006年 家庭教師ヒットマンREBORN!
- 2006年 坊のえ
- 2007年 地球へ…
- 2008年 今日からマ王! 第3シリーズ（シリーズ構成）
- 2008年 テイルズ オブ ジ アビス（シリーズ構成）
- 2013年 ポケットモンスター ベストウイッシュ シーズン2 エピソードN
- 2013年 ポケットモンスター ベストウイッシュ シーズン2 デコロラアドベンチャー
- 2013年 ポケットモンスター XY
- 2015年 ポケットモンスター XY&Z
- 2016年 リルリルフェアリル〜妖精のドア〜
- 2016年 田中くんはいつもけだるげ（シリーズ構成）
- 2016年 ポケットモンスター サン&ムーン
- 2017年 リルリルフェアリル〜魔法の鏡〜（シリーズ構成）
- 2018年 おしえて魔法のペンデュラム〜リルリルフェアリル〜（シリーズ構成）
- 2019年 ポケットモンスター
- 2025年 誰ソ彼ホテル

### OVA
- 1994年 MINKY MOMO IN 夢にかける橋
- 1994年 覇王大系リューナイト アデュー・レジェンド
- 2004年 インタールード（シリーズ構成）
- 2007年 今日からマ王! R（シリーズ構成）

### 小説
- ヤダモン（アニメージュ文庫）
  - 上巻 ちいさな魔女がやってきた!（1992年）
  - 中巻 砂の迷宮（1993年）
  - 下巻 地球の詩がきこえる（1993年）
- ブレンパワード（ハルキ文庫）
  - 1巻 深海より発して（1998年）
  - 2巻 カーテンの向こうで（1999年）
- 流星事件シリーズ（角川ホラー文庫）
  - 流星事件（2012年）
  - 流星事件2（2013年）
- リルリルフェアリル トゥインクル スピカとまいごの流れ星（2017年）